# Dominik Schmid
Dominik Schmid est un footballeur suisse né le 10 mars 1998 à Rheinfelden. Il évolue au poste de milieu de terrain au FC Bâle.

## Biographie

### En club
En 2018, il est prêté par le FC Bâle à un autre club suisse, le FC Lausanne-Sport,  pour un an et demi.
Le 15 janvier 2019, il est de nouveau prêté par le club bâlois au FC Wil, jusqu'en été 2019. 
En novembre 2021, il prolonge son contrat au Grasshopper Zurich jusqu'en 2024.
En mai 2022, les supporters du GC ont voté : Dominik Schmid est leur « Joueur de la saison » 2021-2022. Le défenseur remporte ce prix pour sa deuxième saison avec GC.
En mars 2023, il est appelé pour la première fois en équipe nationale suisse. Le 17 avril 2023, il fête son 100e match avec le club zurichois.
En juillet 2023, il quitte le club zurichois pour retourner dans son club formateur, le FC Bâle.
Fin juillet 2023, il quitte GC pour retourner au FC Bâle, il a signé un contrat de trois ans avec le club, soit jusqu'en 2026.
Mi-mai 2025, il se blesse lors du match remporté à Lausanne, il souffre d'une commotion cérébrale et d'une fracture sous l'oeil gauche.

### En équipe nationale
Avec les moins de 19 ans, il inscrit en novembre 2016 un but contre l'Arménie, lors d'un match rentrant dans le cadre des éliminatoires du championnat d'Europe des moins de 19 ans 2017.

## Palmarès
FC Bâle (3)
- Champion de Super League en 2017 et 2025
- Vainqueur de la Coupe de Suisse en 2025